# 罗伯特·F·弗利
罗伯特·富兰克林·弗利（英語：Robert Franklin Foley，1941年5月30日—），生于美国马萨诸塞州波士顿近郊的牛顿市，前美国陆军中将，越战老兵。在越南战争期间，时任上尉的弗利率领所部猛攻坚固的敌军阵地而获得荣誉勋章。弗利在37年的军事生涯中曾担任过多个领导职务，最终官至第5军中将司令官。退役后，弗利担任了马里昂军事学院校长（2000年—2004年）、非盈利组织陆军紧急救济的董事等职务。

## 简介
弗利于1963年毕业于西点军校，同时被授予陆军少尉军衔，成为了一名步兵军官。之后，弗利赴越南参战。1966年11月5日，时任上尉的弗利按上级命令率领第25步兵师第27团2营A连向坚固的敌军阵地发起进攻，由于在这场战斗中勇猛、杰出的表现，弗利因此获得了美国军人的最高荣誉——荣誉勋章。 此后，弗利先后在第3步兵师担任营长、旅长，第7步兵师参谋长、陆军部长助理（主管兵源和预备役事务的执行官）、第2步兵师副师长、西点军校教务长、第2军副司令官、第5军司令官。在此期间，他还在费尔里·狄金生大学获得了工商管理硕士学位。2000年，弗利以中将军衔退役。
弗利退役后，他成为了马里昂军事学院第14任校长。在其四年的任期内，马里昂军事学院得到了很大的发展，并在阿拉巴马乃至全美获得了更多的认可。2005年10月1日，弗利成为了非营利组织陆军紧急救济的第8任董事。

## 荣誉勋章褒奖状
军衔与所属部队：美国陆军上尉，第25步兵师第27团2营A连
时间与地点：1966年11月5日，越南共和国油汀县附近
入伍地：马萨诸塞州牛顿市
出生地：马萨诸塞州牛顿市：
……弗利上尉的连队接到命令去解救该营的另一个连队。以被困单位为目标、在茂密的丛林里行进的过程中，A连遭遇到了一伙有着隐蔽防御工事的强敌，先头部队中很快有数人受伤。弗利上尉立刻向战斗最激烈的地点跑去以指挥全连反击。他令一个排向侧翼迂回，自己带领另外两个排攻击炮火最激烈的正面。在这一过程中，他身边的两个报务员都负了伤。紧急关头，他冒着敌人凶狠的火力帮助受伤的报务员移动到可以接受医疗援助的位置。当他再次前行之时，他的一个机枪手受了伤。他拿起机枪向前开火冲锋，同时大声发布指令并聚拢部下，因而稳住了进攻势头。在敌军火力越来越猛的情况下，他让他的部下接管部队，自己独自向前用机枪扫射直到所有伤员都被撤走，攻击得以继续。当另一侧的攻击势头被敌军阻止之时，弗利上尉又亲自过来指挥这一侧的战斗。领导部队反扑之时，他被敌军手雷炸伤双脚。 不顾伤口疼痛，他拒绝接受治疗而坚持留在前线指挥对敌人堡垒的进攻。他指挥突击数个敌军炮位， 并单枪匹马击毁了三个防御工事。他在数个小时的激烈战斗中面对敌军的炮火所展现出的卓越的个人领导能力激励了他的部属英勇作战，并对行动取得最终胜利做出了重要贡献。弗利上尉的超凡英勇和无私尽责合乎军队最崇高的传统、并替他本人及美国陆军带来莫大的荣誉。

## 主要荣誉
弗利中将获得的主要军事荣誉如下：
| 荣誉勋章     |
| 战斗步兵徽章 |
| 游骑兵技能章 |
| 空降兵技能章 |
| 功绩勋章     |
| 铜星勋章     |
| 军功勋章     |
| 越南服役勋章 |

等